# 泽德尔海姆
泽德尔海姆（荷蘭語：Zedelgem，荷蘭語發音：[ˈzeːdəlɣɛm]）是比利时弗拉芒大區西佛兰德省布魯日區的一个市镇，通行荷蘭語，是弗拉芒社群的一部分，面积60.66平方千米，人口22,635人（2018年1月1日）。